# Periplaneta semenovi
Periplaneta semenovi es una especie de cucaracha, un insecto blatodeo de la familia Blattidae.

## Taxonomía
Fue descrito por primera vez en 1950 por Bei-Bienko. 